# Pin roșu chinezesc
Pinul roșu chinezesc (Pinus tabuliformis) este un pin originar din nordul Chinei și din Coreea de Nord. În mandarină, acest conifer este numit 油松 (pinyin: yóusōng), care înseamnă „pin uleios”.

## Descriere
Pinus tabuliformis este un pin sempervirescent de dimensiuni medii, care crește până la 20-30 de metri înălțime. Ritmul de creștere este rapid când pinul este tânăr, dar încetinește odată ce ajunge la o vârstă înaintată. 
Frunzele în formă de ace sunt de culoare gri-verde strălucitoare, 10–17 centimetri lungime și 1,5 milimetri lățime, de obicei în perechi, dar ocazional și în grupuri de trei la vârfurile lăstarilor de pe pinii mai tineri. Conurile sunt verzi la început, devin maro la aproximativ 20 de luni după polenizare, ovoidale late, lungi de 4–6 cm, cu solzi largi. Semințele au lungimea de 6–7 mm cu o aripă de 15–20 mm.

### Varietăți
Există două varietăți:
- Pinus tabuliformis var. tabuliformis. Există în China, cu excepția Liaoningului.
- Pinus tabuliformis var. mukdensis. Există în Liaoning și Coreea de Nord. C

Unii botaniști consideră, de asemenea, pinul lui Henry (Pinus henryi) și pinul Sikang (Pinus densata), strâns înrudiți cu pinul roșu chinezesc; în unele texte botanice mai vechi chiar și pinul Yunnan (Pinus yunnanensis) este inclus ca varietate.